# 폴 길버트
폴 길버트(Paul Gilbert, 1966년 11월 6일 ~ )는 미국의 가수 겸 기타리스트이다.